# Місто Диявола
Місто Диявола (Đavolja Varoš, сербська кирилична абетка: Ђавоља варош) — це дивне скельне утворення, розташоване на півдні Сербії на горі Радан поблизу Куршумлії (за 90 км від Ниша).

## Опис
Місто Диявола складається з 202 перібаджаларів або «веж» за місцевою назвою, які розміром 2-15 м заввишки та 4-6 м завширшки в основі. Ці скелі утворились під дією сильної ерозії гори, яка мільйони років тому утворилась внаслідок вулканічної активності. Більшість веж мають андезитові «шапочки», які захищають їх від подальшої ерозії.
З 1959 року місто Диявола є державною заповідною зоною, а з 1995 року оголошено великою природною пам'яткою, яке підлягає захисту першої категорії

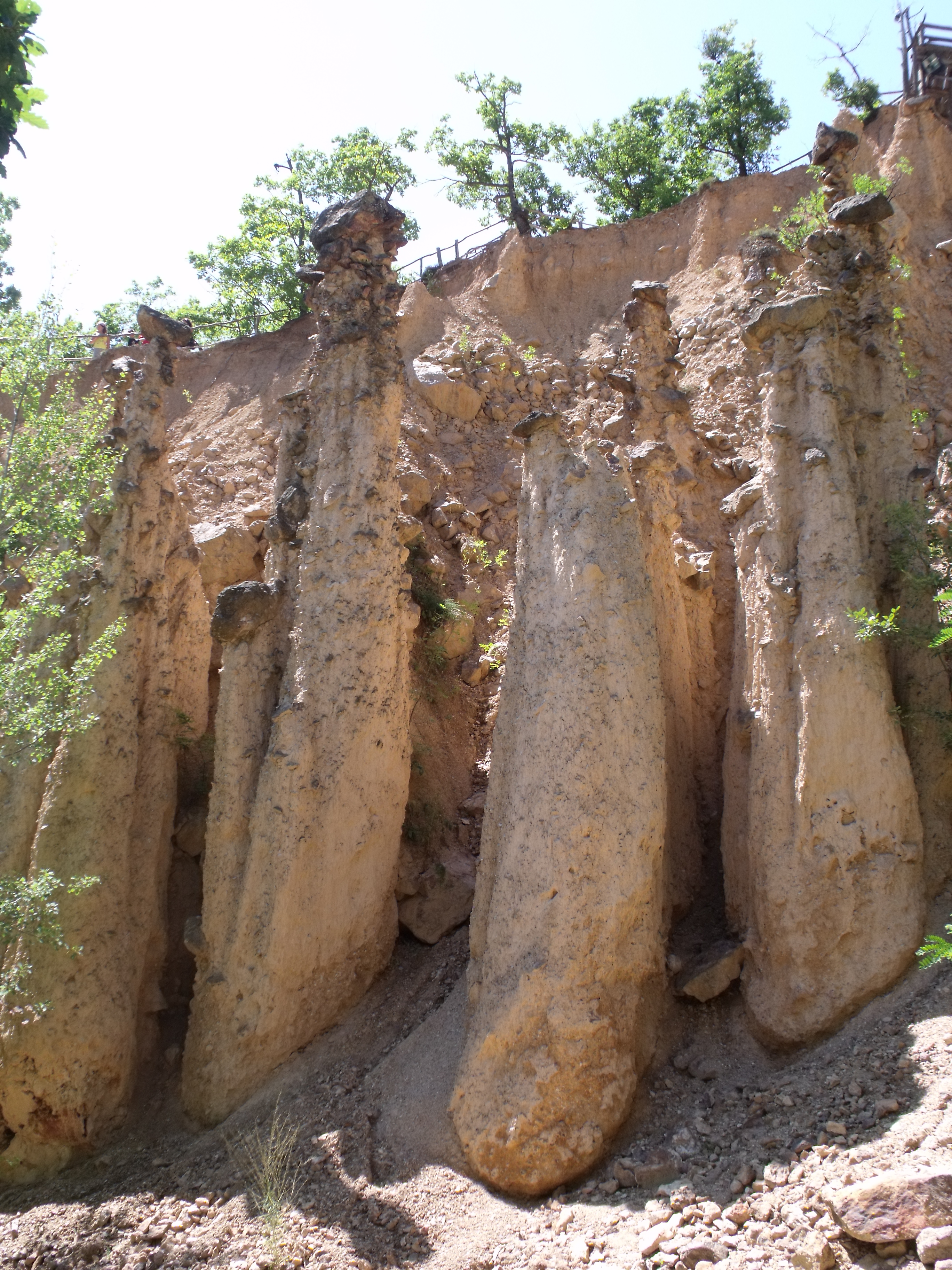

У підґрунті скельного утворення розташовані джерела високої мінеральної концентрації: «Вода Диявола» (Đavolja voda) з дуже кислою водою (pH 1.5) та мінеральною концентрацією 15 г/л, та «Червоне джерело» (Crveno vrelo).
Місто Диявола було номінантом на участь у кампанії «Сім нових чудес природи».